# Mes premières fois
Mes premières fois (Never Have I Ever) est une série télévisée américaine créée par Mindy Kaling et Lang Fisher. Elle est diffusée entre le 27 avril 2020 et le 8 juin 2023 sur Netflix,.

## Synopsis
Après une année marquée par la mort de son père, Devi Vishwakumar, adolescente indienne en Californie, veut changer de statut social, mais son entourage ne lui facilite pas la tâche.

## Distribution

### Personnages principaux
- Maitreyi Ramakrishnan (VF : Clara Soares) : Devi Vishwakumar
- Darren Barnet (VF : Gauthier Battoue) : Paxton Hall-Yoshida
- Ramona Young (VF : Alice Orsat) : Eleanor Wong
- Lee Rodriguez (VF : Déborah Claude) : Fabiola Torres
- Poorna Jagannathan (VF : Marie Zidi) : Nalini Vishwakumar
- Jaren Lewison (VF : Romain Altché) : Ben Gross
- John McEnroe (VF : Richard Leroussel) : lui-même, le narrateur
- Richa Moorjani (en) (VF : Victoria Grosbois) : Kamala
- Megan Suri (VF : Delphine Rivière) : Aneesa Qureshi

### Personnages secondaires

#### Introduits lors de la première saison
- Sendhil Ramamurthy (VF : Marc Arnaud) : Mohan Venkatesan
- Niecy Nash (VF : Maïté Monceau) : Dr Jamie Ryan
- Benjamin Norris (VF : Julien Crampon) : Trent Harrison, meilleur ami de Paxton et plus tard petit ami de Eleanor
- Cocoa Brown (VF : Annie Milon) : la principale Grubbs
- Adam Shapiro (VF : Benoît Du Pac) : M. Shapiro, le professeur d'histoire
- Jack Seavor McDonald (VF : Arthur Raynal) : Eric Perkins
- Martin Martinez : Oliver Martinez (saisons 1-2)
- Christina Kartchner : Eve Hjelm, la copine de Fabiola (saisons 1-2, invitée saison 3)
- Dino Petrera (VF : Nicolas Dussaut) : Jonah Sharpe (saisons 1-3)
- Eddie Liu : Steve
- Lily D. Moore (VF : Aurore Saint-Martin) : Rebecca Hall-Yoshida, la sœur de Paxton (saisons 1-3)
- Hanna Stein (VF : Esther Moreau) : Shira (saisons 1-3)
- Aitana Rinab : Zoe Maytag, l'amie de Shira (saisons 1–3)
- Angela Kinsey : Vivian Gross (invitée saison 1)
- Michael Badalucco (VF : Luc Boulad) : Howard Gross (invité saisons 1 et 3)
- Donna Pieroni (VF : Nathalie Doudou) : Patty (saisons 1 et 3)
- Rushi Kota (VF : Pascal Nowak) : Prashant (saisons 1-2)
- Dana Vaughns (VF : Nicolas Dussaut) : Marcus Jones (saisons 1-3)
- Jae Suh Park (en) : Joyce Wong, la mère d'Eleanor (saison 1, invitée saison 4)
- Andy Samberg (VF : Emmanuel Garijo) : lui-même, le narrateur de Ben Gross (saison 1, épisode 6, saison 2, épisode 3 et saison 3, épisode 6)

#### Introduits lors de la deuxième saison
- Ranjita Chakravarty (VF : Cathy Cerda) : Nirmala Vishwakumar, la grand-mère de Devi et mère de Mohan (saisons 2–4)
- Alexandra Billings (VF : Marie Bouvier) : Jennifer Warner, la conseillère d'orientation de Sherman Oaks (saisons 2 et 4)
- Utkarsh Ambudkar (VF : Nessym Guetat) : M. Manish Kulkarni, professeur d'anglais, entraîneur pour l'équipe féminine de soccer et plus tard copain de Kamala (saisons 2–4)
- Tohoru Masamune (VF : Stéphane Fourreau) : Kevin Hall-Yoshida, le père de Paxton
- Kelly Sullivan (en) (VF : Nathalie Spitzer) : June Hall-Yoshida, la mère de Paxton
- Tyler Alvarez (VF : Tom Trouffier) : Malcolm Stone, ancien acteur Disney et ami d'école primaire qui a été transféré à Sherman Oaks, ex-copain d'Eleanor (saison 2)
- P. J. Byrne (VF : Laurent Morteau) : Evan Safstrom, l'assistant chercheur en chef à Caltech (saison 2)
- John Mawson : Dr Elgin Peters, un prix Nobel à Caltech (saison 2)
- Common (VF : Daniel Njo Lobé) : Dr Chris Jackson, un collègue dermatologue de Nalini (saison 2)
- Gigi Hadid[4] (VF : Kelly Marot) : elle-même, la narratrice de Paxton Hall-Yoshida dans 2 épisodes (saisons 2 et 4)
- Clyde Kusatsu : Ted Yoshida, le grand-père paternel de Paxton (saison 2)
- Helen Hong (en) : Sharon Wong, la belle-mère d'Eleanor (saison 2)

#### Introduits lors de la troisième saison
- Victoria Moroles (en) (VF : Émilie Rault) : Margot Ramos (saisons 3–4)
- Anirudh Pisharody (VF : Hugo Brunswick) : Nirdesh « Des », nouveau petit ami de Devi (saison 3)
- Sarayu Blue (en) (VF : Charlotte Junière) : Rhyah, la nouvelle amie de Nalini et mère de Des (saison 3)

#### Introduits lors de la quatrième saison
- Genneya Walton (VF : Mélissa Berard) : Lindsay Thompson, une nouvelle professeur et ensuite petite-amie de Paxton
- Michael Cimino : Ethan, nouveau petit ami de Devi
- Jeff Garlin (VF : Paul Borne) : Len, le petit ami de Nirmala
- Cooper Roth : Schrimp, un élève insolent envers Paxton
- Ivan Hernandez (VF : Damien Boisseau) : Andres Ramos, le père de Margo et petit-ami de Nalini
- Pete Gardner (en) : Coach Noble, l'entraîneur de l'équipe de natation, il a été mentionné comme ayant été l'entraîneur de l'équipe de gym dans la saison 2.

## Production
Le 1er juillet 2020, Netflix renouvelle la série pour une deuxième saison. Une troisième saison est commandée le 19 août 2021 et est diffusée le 12 août 2022 sur la plateforme de streaming . Une quatrième saison, qui sera la dernière, est sortie le 8 juin 2023.

### Tournage
La première saison a été tournée en 2019, la production se terminant en octobre.

## Épisodes

### Première saison (2020)
La première saison est mise en ligne le 27 avril 2020 sur Netflix.
| no | Titre français                                 | Titre anglais                         | Réalisé par       | Écrit par                        |
| -- | ---------------------------------------------- | ------------------------------------- | ----------------- | -------------------------------- |
| 1  | Pilote                                         | Pilot                                 | Tristram Shapeero | Mindy Kaling & Lang Fisher       |
| 2  | 1 - Coucher avec Paxton Hall-Yoshida           | … had sex with Paxton Hall-Yoshida    | Tristram Shapeero | Justin Noble                     |
| 3  | 2 - Prendre une cuite dans une soirée branchée | … gotten drunk with the popular kids  | Linda Mendoza     | Amina Munir                      |
| 4  | 3 - Assumer les coutumes familiales            | … felt super Indian                   | Linda Mendoza     | Mindy Kaling                     |
| 5  | 4 - Déclencher une guerre nucléaire            | … started a nuclear war               | Kabir Akhtar      | Chris Schleicher & Akshara Sekar |
| 6  | 5 - Crever de solitude                         | … been the loneliest boy in the world | Kabir Akhtar      | Aaron Geary & Ben Steiner        |
| 7  | 6 - Raconter d'énormes bobards                 | … been a big, fat liar                | Anu Valia         | Erica Oyama                      |
| 8  | 7 - Exaspérer tout le monde                    | … pissed off everyone I know          | Anu Valia         | Chris Schleicher                 |
| 9  | 8 - Se tenir à carreau                         | … had to be on my best behavior       | Tristram Shapeero | Matt Warburton                   |
| 10 | 9 - Présenter des excuses                      | … said I'm sorry                      | Tristram Shapeero | Lang Fisher                      |

### Deuxième saison (2021)
La deuxième saison est mise en ligne le 15 juillet 2021.
| no | Titre français                            | Titre anglais            | Réalisé par           | Écrit par                          |
| -- | ----------------------------------------- | ------------------------ | --------------------- | ---------------------------------- |
| 11 | 10 - Jouer double jeu                     | … been a playa           | Kabir Akhtar          | Mindy Kaling                       |
| 12 | 11 - Organiser une énorme fête            | … thrown a rager         | Kabir Akhtar          | Akshara Sekar                      |
| 13 | 12 - Travailler à l'école                 | … opened a textbook      | Kim Nguyen            | Erica Oyama                        |
| 14 | 13 - Avoir une meilleure ennemie indienne | … had an indian frenemy  | Lena Khan             | Amina Munir                        |
| 15 | 14 - Gâcher la vie de quelqu'un           | … ruined someone's life  | Maggie Carey          | Aaron Geary & Ben Steiner          |
| 16 | 15 - Trahir une amie                      | … betrayed a friend      | Lena Khan & Anu Valia | Marina Cockenberg & Vance Stringer |
| 17 | 16 - Supplier qu'on lui pardonne          | … begged for forgiveness | Lena Khan             | Dave King                          |
| 18 | 17 - Incarner Daisy Buchanan              | … been Daisy Buchanan    | Claire Scanlon        | Asmita Paranjape & Christina Hjelm |
| 19 | 18 - Espionner sa propre mère             | … stalked my own mother  | Claire Scanlon        | Chris Schleicher                   |
| 20 | 19 - Être une fille parfaite              | … been a perfect girl    | Lang Fisher           | Lang Fisher                        |

### Troisième saison (2022)
La troisième saison est mise en ligne le 12 août 2022 sur Netflix.
| no | Titre français                             | Titre anglais                   | Réalisé par    | Écrit par                    |
| -- | ------------------------------------------ | ------------------------------- | -------------- | ---------------------------- |
| 21 | 20 - Passer pour une garce                 | ... been slut-shamed            | Maggie Carey   | Mindy Kaling                 |
| 22 | 21 - Être la cible d'un troll              | ... had my own troll            | Maggie Carey   | Marina Cockenberg            |
| 23 | 22 - Avoir un chéri pour la Saint-Valentin | ... had a valentine             | Smriti Mundhra | Asmita Paranjape             |
| 24 | 23 - Faire un jaloux                       | ... made someone jealous        | Smriti Mundhra | Akshara Sekar                |
| 25 | 24 - Se faire ghoster                      | ... been ghosted                | Kabir Akhtar   | Gabe Liedman                 |
| 26 | 25 - Péter les plombs                      | ... had a breakdown             | Kabir Akhtar   | Amina Munir                  |
| 27 | 26 - Tricher                               | ... cheated                     | Kim Nguyen     | Aaron Geary & Ben Steiner    |
| 28 | 27 - Coucher avec son chéri                | ... hooked up with my boyfriend | Kim Nguyen     | Christina Hjelm & Beth Appel |
| 29 | 28 - Sortir avec un Indien                 | ... had an Indian boyfriend     | Erica Oyama    | Erica Oyama                  |
| 30 | 29 - Vivre un rêve                         | ... lived the dream             | Lang Fisher    | Lang Fisher                  |

### Quatrième saison (2023)
La quatrième saison, qui sera la dernière, est mise en ligne le 8 juin 2023 sur Netflix.
| no | Titre français                   | Titre anglais            | Réalisé par  | Écrit par                      |
| -- | -------------------------------- | ------------------------ | ------------ | ------------------------------ |
| 31 | 30 - Perdre sa virginité         | … lost my virginity      | Erica Oyama  | Mindy Kaling                   |
| 32 | 31 - Savourer sa revanche        | … gotten sweet revenge   | Erica Oyama  | Erica Oyama                    |
| 33 | 32 - Kiffer un bad boy           | … liked a bad boy        | Lena Khan    | Gabe Liedman                   |
| 34 | 33 - Ruiner son avenir           | … wrecked my future      | Dean Holland | Amina Munir                    |
| 35 | 34 - Aller dans le New Jersey    | … been to New Jersey     | Dean Holland | Christina Hjelm & Carley Whitt |
| 36 | 35 - Se faire voler son rêve     | … had my dream stolen    | Kabir Akhtar | Asmita Paranjape               |
| 37 | 36 - Faire une crise d'identité  | … had an identity crisis | Kabir Akhtar | Marina Cockenberg              |
| 38 | 37 - Caser sa mère               | … set my mom up          | Adam Countee | Akshara Sekar                  |
| 39 | 38 - Aller au bal de fin d'année | … gone to prom           | Lang Fisher  | Aaron Geary & Ben Steiner      |
| 40 | 39 - Dire au revoir              | … said goodbye           | Lang Fisher  | Mindy Kaling & Lang Fisher     |